# 松戸市立博物館
松戸市立博物館（まつどしりつはくぶつかん）は、千葉県松戸市にある市営の博物館。
1993年、松戸市制50周年記念事業の一環として造成された自然尊重型都市公園・21世紀の森と広場の中につくられた。近隣には森のホール21がほぼ同時に建設された。
2026年1月より、館内改装のため当分の間閉館の予定。

## 概要
旧石器・縄文時代から戦国時代の高城胤吉一族の活躍などを経て、昭和30年代の公団住宅誕生までの歴史を常設展示し、土器づくりや古代米づくりなどの古代の文化の体験教室などを行ったりしている。
また、国の重要文化財である幸田貝塚出土品や市の指定文化財である二十世紀梨の原木（1947年枯死）の一部が所蔵されている。

### 常盤平団地の部屋再現について
松戸市立博物館の特徴は、昭和30年代の常盤平団地2DKの原寸大・再現展示である。展示は3人家族が暮らすという設定で、当時最新鋭の電気洗濯機、電気冷蔵庫、白黒テレビの「三種の神器」をはじめ、ステンレスの流し台や応接セット、果ては大型電蓄や百科事典などを配置している。さらに日用品や雑誌、テレビ画面に映るCMも当時のものを使用し、高度成長期の生活スタイルを忠実に再現している。博物館内の映像展示では日本住宅公団制作の広報カラー映画「団地へのいざない」が常時放映されていて、当時の暮らしや街並みなどを知ることもできる。
NHKの「プロジェクトX〜挑戦者たち〜」や小学館のベストセラー百科事典『21世紀こども百科 歴史館』にも取り上げられている。

## 所在地
- 住所：千葉県松戸市千駄堀671
- 開館時間：午前9時半から午後5時まで
- 休館日：毎週月曜日と第4金曜日、燻蒸期間（くんじょうきかん。年1回10日ほど）、年末年始

## アクセス
- 京成松戸線八柱駅・JR武蔵野線新八柱駅下車、徒歩15分。京成松戸線常盤平駅から徒歩約15分。
- 京成バス小金原団地循環線又は、新松戸駅行きで、「森のホール21公園中央口」で降車　徒歩1分。JR常磐線・新松戸駅からも京成バス 八柱駅行によりアクセス可能。「森のホール21公園中央口」で降車、徒歩2分。
- 博物館には身障者用の駐車場しかなく、一般来館者は21世紀の森と広場の駐車場を利用する。

## 周辺施設
- 21世紀の森と広場
- 森のホール21
- 千葉県立西部図書館